# Стад Монтуа
«Стад Монтуа» (фр. Stade montois) — французский регбийный клуб из города Мон-де-Марсан, выступающий в высшей лиге Национального чемпионата. Команда стала участником элитного дивизиона по итогам сезона 2011/12, выиграв постсезонную серию плей-офф.
«Стад» представляет департамент Ланды в Аквитании и проводит домашние матчи на арене «Стад Ги-Бонифас». Команда была создана в 1908 году. Традиционные цвета клуба — жёлтый и чёрный.

## История
Большой спортивный клуб «Стад Монтуа» включает секции по 28 видам спорта, при этом регбийная команда всегда была флагманом клуба. Выиграв в период интербеллума несколько региональных турниров, «Стад» стал участником высшего дивизиона французского чемпионата, а затем принял участие в четырёх финалах первенства. Первый из них состоялся в 1949 году. Тогда игроки «Монтуа» сначала сыграли с «Кастром» вничью (3:3), а в переигровке уступили сопернику (3:14). В 1953 году «Стад» проиграл в решающем матче «Лурду» (16:21). Третье поражение в финальном матче «Стад» потерпел в 1959 году от «Расинга» (3:8). Наконец, в 1963 году клуб стал чемпионом, обыграв ландских земляков, регбистов «Дакса» (9:6). Интересно, что если «Стад» стал чемпионом в одном случае из четырёх, то «Дакс» проиграл во всех своих пяти финалах.
Впоследствии клуб покинул число участников высшего дивизиона, и вернулся туда в 2008 году. Первый же сезон в элитной лиге сложился для «Монтуа» неудачно, и жёлто-чёрные покинули Топ 14. В 2012 году команда снова завоевала право участвовать в ведущем дивизионе.
Среди известных игроков клуба стоит отметить братьев Бонифас — Андре и Ги. Именем Ги Бонифаса, погибшего 1 января 1968 года в автокатастрофе, назван домашний стадион клуба. Также особый след в истории команды оставили Кристиан Дарруи, Бенуа Дога, Фернан Казенав, Тома Кастеньед, Лоран Родригес. Бывший регбист сборной Фиджи и английского клуба «Лестер Тайгерс» Вайсале Сереви тоже представлял клуб в прошлом. В «Монтуа» играли и другие известные фиджийцы, в частности, Вилиаме Сатала и Вилимони Деласау.

## Достижения
- Чемпионат Франции
  - Чемпион: 1949, 1953, 1963
  - Финалист: 1949, 1953, 1959
- Шалёнж Ив дю Мануа
  - Победитель: 1960, 1961, 1962
  - Финалист: 1958, 1966
- Второй дивизион чемпионата Франции
  - Победитель: 2002
  - Лучшая команда плей-офф: 2008, 2012

## Финальные матчи
| Дата           | Победитель      | Финалист      | Счёт  | Стадион                      | Зрители |
| 22 мая 1949 г. | «Кастр Олимпик» | «Стад Монтуа» | 14:3  | «Стад де Пон Жюмо», Тулуза   | 23 000  |
| 17 мая 1953 г. | «Лурд»          | «Стад Монтуа» | 21:16 | «Стадьом Мунисипаль», Тулуза | 32 500  |
| 24 мая 1959 г. | «Расинг»        | «Стад Монтуа» | 8:3   | «Парк Лескюр», Бордо         | 31 098  |
| 2 июня 1963 г. | «Стад Монтуа»   | «Дакс»        | 9:6   | «Парк Лескюр», Бордо         | 39 000  |

## Текущий состав
Сезон 2017/18.

## Известные игроки
| - Хуан Хосе Акоста - Маурисио Гуидоне - Тамаз Мчедлидзе - Хосе Мигель Виллау - Хоани Матенга - Фаатига Лемалу - Тревор Леота - Димитри Сенио - Джордж Хардер - Тевита Маилау - Эфраим Таукафа - Хаисини Тауланга - Даниэле Балеинадого | - Вилимони Деласау - Ваме Левараву - Серу Рабени - Уильям Райдер - Вилиаме Сатала - Вайсале Сереви - Андре Бонифас - Ги Бонифас - Вассили Бост - Антуан Виньё-Тюке - Матьё Гуидиселли - Кристиан Дарруи | - Бенуа Дога - Тибо Дювалле - Йоанн Дюрке - Жюльен Кабанн - Фернан Казенав - Тома Кастаньед - Жан-Батист Клавери - Жоан Кодулло - Пьер Коррейя - Симон Люкю - Жан-Марк Маззонетто - Лоран Маньяваль | - Александр Менини - Себастьен Ормаэшеа - Арно Пик - Александр Рико - Лоран Родригес - Жюльен Тасте - Батист Шедаль - Мартин Ягр - Скотт Маррей - Йоханнес Бриц - Питер Гроблер - Себастьян де Чавес |